# تانغ شانغوا
تانغ شانغوا (في اللغة الصينية: 滕尚华 ; في لغة بينيين: Téng Shànghuá ; من مواليد 1964)  عالم كمبيوتر صيني أمريكي. وهو أستاذ لعلوم الكمبيوتر والرياضيات في جامعة جنوب كاليفورنيا. في السابق، كان رئيسًا لقسم علوم الكمبيوتر في كلية فيتربي للهندسة بجامعة جنوب كاليفورنيا. 

## السيرة الشخصية
ولد تانغ في الصين عام 1964. كان والده، الدكتور تينغ زان هونغ، أستاذًا للهندسة المدنية في جامعة تاييوان للتكنولوجيا. كانت والدته، لي كويشن، مديرة في نفس الجامعة. 
حصل تانغ على بكالوريوس في الهندسة الكهربائية وبكالوريوس في علوم الكمبيوتر، وكلاهما من جامعة شنغهاي جياو تونغ في عام 1985. حصل على ماجستير في علوم الكمبيوتر من جامعة جنوب كاليفورنيا عام 1988. يحمل تنغ درجة الدكتوراه في علوم الكمبيوتر من جامعة كارنيجي ميلون (عام 1991).
قبل انضمامه إلى جامعة جنوب كاليفورنيا في عام 2009، كان تانغ أستاذًا في جامعة بوسطن. كما قام بالتدريس في معهد ماساتشوستس للتكنولوجيا وجامعة مينيسوتا وجامعة إلينوي في أوربانا شامبين. وقد عمل في شركة بارك، ومركز أبحاث أميس التابع لناسا، وشركة انتل، ومركز أبحاث المادن التابع لشركة اي بي ام، وشركة أكامي، وأبحاث مايكروسوفت في فروعها في أمريكا وانكلترا واسيا.

## التكريم
في عام 2008، حصل تانغ على جائزة جودل لعمله المشترك في التحليل السلس للخوارزميات مع دانيال سبيلمان. ذهبوا للفوز بالجائزة مرة أخرى في عام 2015 لمساهمتهم في «حلول لابلاسيان شبه الخطية».  في عام 2009، حصل على جائزة فولكرسون من الجمعية الأمريكية للرياضيات والجمعية البرمجية الرياضية.
تانغ هو زميل جمعية آلات الحوسبة (المعروفة بأسم ACM) وكذلك زميل أبحاث ألفريد ب. سلون. حصل أيضا على زمالة جمعية الرياضيات الصناعية والتطبيقية في عام 2021، «لمساهماته في تصميم الخوارزمية القابل للتطوير، وإنشاء الشبكات، ونظرية الألعاب الخوارزمية، ولريادة التحليل السلس للبرمجة الخطية».

## الحياة الشخصية
في عام 2003، تزوج تانغ من ديانا إيرين ويليامز، والتي كانت في حينها طالبة دكتوراه في التاريخ في جامعة هارفارد.

## روابط خارجية
- الصفحة الرئيسية الشخصية لتانغ شانغوا في جامعة جنوب كاليفورنيا
- تانغ شانغوا في شجرة علماء الرياضيات